# Letná

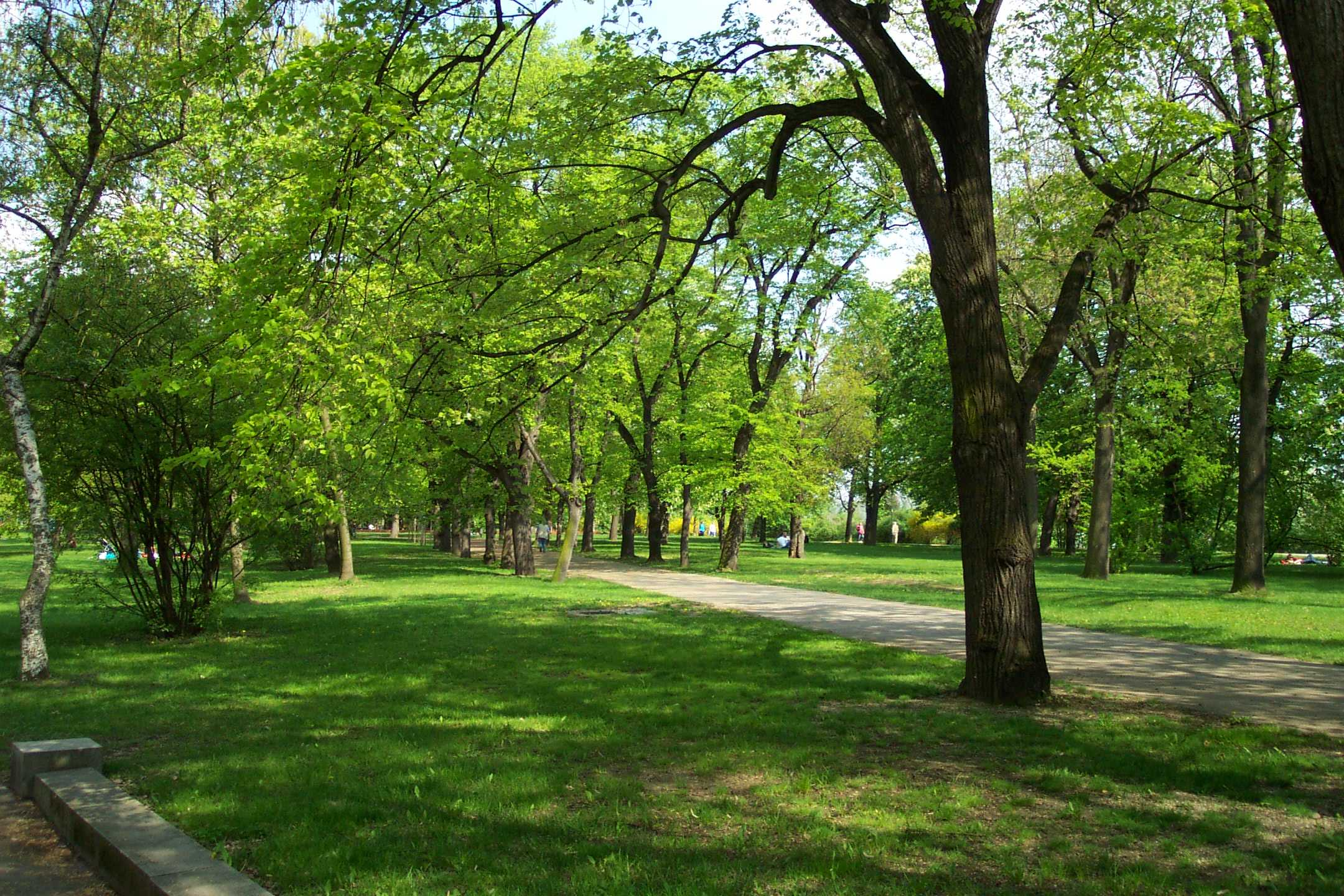
Letenské sady

Letná – wzgórze w centrum Pragi, położone na lewym brzegu Wełtawy, naprzeciwko Starego Miasta. Administracyjnie należy do dzielnic Holešovice i Bubeneč (dzielnica Praga 7).
Wzgórze jest pokryte błoniami o nazwie Letenská pláň oraz parkiem Letenské sady, które razem stanowią popularne tereny rekreacyjne i miejsce spacerów. W latach 1955–1962 stał tam pomnik Stalina, a obecnie stoi metronom.
23 czerwca 2019 odbyła się tam manifestacja przeciwko premierowi Andrejowi Babišowi.